# Stanley Lombardo
Stanley Lombardo (Nova Orleans, 19 de juny de 1943) és un hel·lenista i llatinista estatunidenc, i fou professor de filologia clàssica a la Universitat de Kansas.
És especiament conegut per les seves traduccions de la Ilíada, l'Odissea i l'Eneida. L'estil de les seves traduccions és de caràcter especialment vernacular, emfasitzant l'anglès col·loquial més que el to formal d'algunes anteriors traduccions angleses estatunidenques de poesia clàssica. Lombardo dissenya les seves traduccions per ser objecte de recitació oral, com ho eren a l'antiga Grècia. També ha enregistrat els poemes en audiollibres. En les seves lectures orals acostuma a acompanyar-se amb instruments de percussió, com feia Ezra Pound. D'ascendència italiana, Lombardo és nadiu de Nova Orleans. Va llicenciar-se a la Loyola University de Nova Orleans, i obtingué un màster per la Tulane University i un doctorat (Ph.D.) per la Universitat de Texas (1976). El 1976 va incorporar-se a la facultat a la Universitat de Kansas, on va ocupar la càtedra del departament durant quinze anys, ensenyant-hi grec i llatí en tots els nivells, així com cursos generals de cultura i literatura gregues.